# Армстронг Витворт AW.16
Армстронг Витворт AW.16 (енгл. Armstrong Whitworth AW.16) је британски ловачки авион. Први лет авиона је извршен 1930. године. 

Због слабијих особина у односу на конкурентске авионе у Великој Британији, мања серија авиона је продата Кини.
Највећа брзина у хоризонталном лету је износила 327 km/h. Размах крила је био 10,0 метара а дужина 7,6 метара. Маса празног авиона је износила 1268 килограма а нормална полетна маса 1845 килограма.

## Наоружање
| Наоружање авиона: Армстронг    |          |
| Ватрено (стрељачко) наоружање  |          |
| Топ                            |          |
| Митраљез                       |          |
| Број и ознака митраљеза        | 2 Викерс |
| Калибар                        | 7,7      |
| Бомбардерско наоружање (бомбе) |          |
| Ракетно наоружање (ракете)     |          |